# AM-1248
AM-1248，化学名：1-[(N-甲基-2-哌啶基)甲基]-3-(1-金刚烷基甲酰基)吲哚，分子式C26H34N2O，属于亚历山德罗斯·马克里扬尼斯小组合成的金刚烷甲酰基吲哚类AM系列大麻素，2015年列入《非药用类麻醉药品和精神药品名录》。